# خاندان اسپهبد
خاندان اسپهبد یا خاندان اسپاهبذ پَهلَوْ یا خاندان اسپهپت پَهلَوْ، به معنای افسر سپاه، یکی از خاندان‌های بزرگ پارتی در زمان اشکانیان و ساسانیان بودند. خاندان اسپاهبذ پهلو، در طبرستان اقامت داشتند. خاندان اسپاهبذ از تبار اشکانیان بودند و لقب پهلو یعنی پارت داشتند. در دوره ساسانی انتساب به دودمان اشکانی امتیاز دانسته می‌شد.
بنا به روایت موسس خورناتسی شاه اشکانی فرهاد چهارم سه پسر داشت: اردشس، کارن، سورن و دختری به نام کشم یا کومش. پسر بزرگ فرهاد چهارم به نام فرهاد پنجم بر تخت نشست و دو پسر دیگر او سرسلسلهٔ دودمان‌هایی شدند که به همین نام معروف‌ است. دختر او به همسری ارشویر (سردار کل ایرانیان) درآمد و اعقاب این زن و شوهر اسپهپت پهلو نام گرفتند. اسپهپت همان اسپاذپتی قدیم است، که به زبان پهلوی سپاهبذ (تلفظ اسپاهبذ) می‌شود.